# 臺灣文藝叢誌
《臺灣文藝叢誌》是臺灣文社自1919年至1924年發行的雜誌，共刊行至第六年第十一號。初為月刊，後改為旬刊，1923年起又改為月刊。文字為漢文，以文言為主，內容有古典詩歌、散文、小說等文體。

## 價值與意義
臺灣文社的徵文活動，有助於當時文人理解「散文」有別於「詩歌」的文學功能性，並鼓勵創作活動。此刊物的發行，提供了全島文學的聯繫空間與文學發表場場域，也打破當時全臺詩各區域詩社各自的發表區域。此外，文社也留意到現實環境中漢文的發展，因此宗旨由鼓吹「文運」，轉而為鼓吹「文明」，展現出臺灣文社與時俱進的特徵。　

## 專欄內容
文類包含有散文、賦、詩歌、小說等。散文類有文言和白話，有書序、傳記等文言散文，也有科學新知的介紹、新學翻譯等白話文章。詩歌的部分，有各地詩社的課卷，也有各地詩人的詩作。每期另有徵文和徵詩。另外，還有重刊先賢作品。內容摘錄如下：

### 文壇、詩壇
文壇有王石鵬〈馬謝蛇樓集序〉、張淑子〈名子說〉、陳福全〈地界叢談〉、許子文〈科學叢談〉、〈訪夢蝶園故址賦〉、吳德功〈澎湖賦〉、〈藍鹿州先聲勢略〉、王學潛〈人格尊卑說〉、〈盧汝瀚先生傳〉、蔡說劍〈支那近代文學一斑〉等散文、賦、傳記、書序，也有新學翻譯文章，如林子瑾譯〈德國史略〉、〈亞米利加史〉、〈俄國史略〉、〈愛爾蘭形勢〉，也有科學新知介紹文章，如吳賜斌〈天文學說〉，李啟芳譯〈晝寢之研究〉、〈健康者無晝寢之必要〉、〈飛機上之氣候預測〉等。
詩壇刊登各地詩社和詩人的作品，例如：櫟社詩作、詩鐘，洛江吟社課卷、網珊吟社課題、羅山吟社課題、鹿江吟社課題、竹梅吟社詩稿、彰化麗澤會詩稿、萍香吟社詩稿。

### 徵文、徵詩
徵文題目有：漢文帝論、項羽論、莊子論、韓信論、漢文價值論、地方自治論、益有損友論等。徵詩題目有：董仲舒、阿片、萬年筆、捕鯨、酒旗風、古硯、種芭蕉、春濤等。

### 先賢作品重刊
重刊之先賢作品有：丘逢甲《嶺雲海日樓詩鈔》、林朝崧《無悶草堂詩鈔》、許劍漁《鳴劍齋遺草》、鄭用錫《靜遠堂詩鈔》、《靜遠堂文鈔》、查元鼎《草草草堂吟草》、黃遵憲《人境廬詩草》等。